# Ретовіль
Ретові́ль (фр. Réthoville) — колишній муніципалітет у Франції, у регіоні Нормандія, департамент Манш. Населення — 130 осіб (2011).
Муніципалітет був розташований на відстані близько 290 км на захід від Парижа, 95 км на північний захід від Кана, 70 км на північ від Сен-Ло.

## Історія
До 2015 року муніципалітет перебував у складі регіону Нижня Нормандія. Від 1 січня 2016 року належав до нового об'єднаного регіону Нормандія.
1 січня 2016 року Ретовіль, Коквіль, Губервіль i Невіль-сюр-Мер було об'єднано в новий муніципалітет Вік-сюр-Мер.

## Демографія
Динаміка населення (Insee ):
Розподіл населення за віком та статтю (2006):
| Стать | Всього | До 15 років | 15-24 | 25-44 | 45-64 | 65-85 | Понад 85 |
| --- | ------ | ----------- | ----- | ----- | ----- | ----- | -------- |
| Чоловіки | 68     | 12          | 8     | 16    | 20    | 8     | 4        |
| Жінки | 68     | 12          | 0     | 12    | 24    | 16    | 4        |
| \| Статево-вікова піраміда \| Статево-вікова піраміда \| Статево-вікова піраміда \| \| ----------------------- \| ----------------------- \| ----------------------- \| \| Чоловіки \| Вік \| Жінки \| \| 4 \| 85 + \| 4 \| \| 4 \| 80-84 \| 0 \| \| 0 \| 75-79 \| 12 \| \| 0 \| 70-74 \| 4 \| \| 4 \| 65-69 \| 0 \| \| 4 \| 60-64 \| 8 \| \| 4 \| 55-59 \| 4 \| \| 12 \| 50-54 \| 4 \| \| 0 \| 45-49 \| 8 \| \| 4 \| 40-44 \| 0 \| \| 12 \| 35-39 \| 12 \| \| 0 \| 30-34 \| 0 \| \| 0 \| 25-29 \| 0 \| \| 0 \| 20-24 \| 0 \| \| 8 \| 15-20 \| 0 \| \| 0 \| 10-14 \| 4 \| \| 12 \| 5-9 \| 8 \| \| 0 \| 0-4 \| 0 \| |        |             |       |       |       |       |          |
| Статево-вікова піраміда |        |             |       |       |       |       |          |
| Чоловіки | Вік    | Жінки       |       |       |       |       |          |
| 4 | 85 +   | 4           |       |       |       |       |          |
| 4 | 80-84  | 0           |       |       |       |       |          |
| 0 | 75-79  | 12          |       |       |       |       |          |
| 0 | 70-74  | 4           |       |       |       |       |          |
| 4 | 65-69  | 0           |       |       |       |       |          |
| 4 | 60-64  | 8           |       |       |       |       |          |
| 4 | 55-59  | 4           |       |       |       |       |          |
| 12 | 50-54  | 4           |       |       |       |       |          |
| 0 | 45-49  | 8           |       |       |       |       |          |
| 4 | 40-44  | 0           |       |       |       |       |          |
| 12 | 35-39  | 12          |       |       |       |       |          |
| 0 | 30-34  | 0           |       |       |       |       |          |
| 0 | 25-29  | 0           |       |       |       |       |          |
| 0 | 20-24  | 0           |       |       |       |       |          |
| 8 | 15-20  | 0           |       |       |       |       |          |
| 0 | 10-14  | 4           |       |       |       |       |          |
| 12 | 5-9    | 8           |       |       |       |       |          |
| 0 | 0-4    | 0           |       |       |       |       |          |

## Економіка
2010 року серед 77 осіб працездатного віку (15—64 років) 53 були активними, 24 — неактивними (показник активності 68,8%, у 1999 році було 63,2%). З 53 активних мешканців працювало 48 осіб (25 чоловіків та 23 жінки), безробітними було 5 (2 чоловіки та 3 жінки). Серед 24 неактивних 3 особи були учнями чи студентами, 15 — пенсіонерами, 6 були неактивними з інших причин.

У 2010 році в муніципалітеті числилось 55 оподаткованих домогосподарств, у яких проживали 125,5 особи, медіана доходів виносила 20 135 євро на одного особоспоживача